# Державний картографо-геодезичний фонд України
Держáвний картóграфо-геодез́ичний фóнд України (Укркартгеофонд) створено 1996 р. з метою централізованого накопичення, обліку, систематизації, зберігання топографо-геодезичних та картографічних документів і забезпечення накопиченою інформацією потреб народного господарства, населення, науки, освіти, оборони та безпеки України. 
Згідно з наказом №332 Державної служби України з питань геодезії, картографії та кадастру від 12.12.2016 р. функції з ведення Державного картографо-геодезичного фонду України покладено на Державне науково-виробниче підприємство "Картографія". На виконання цього наказу на підприємстві було створено довідково-інформаційний картографо-геодезичний відділ.

## Основні завдання відділу
Основними завданнями Довідково-інформаційного картографо-геодезичного відділу є:
- Приймання, облік, систематизація, накопичення та зберігання страхового фонду геодезичних, топографічних, картографічних матеріалів, інформації та даних, у тому числі в цифровій формі, отриманих в результаті здійснення топографо-геодезичної та картографічної діяльності суб’єктами господарювання усіх форм власності;

- Забезпечення органів державного управління, органів місцевого самоврядування, оборони, науки, культури, освіти та населення країни геодезичними, топографічними, картографічними матеріалами, інформацією, даними тощо;

- Надання у користування юридичним та фізичним особам топографо-геодезичних та картографічних матеріалів, інформації, даних згідно із чинним законодавством.

## Фонди
- 2 фонди, 411004 од. зб. за 1932-2000 рр.
- 24638 од. зб. науково-технічної документації.
- 33855 комплектів видавничих оригіналів створення карт.
- 24425 книг технічної документації за проєктами та звітами з виконаних
- топографо-геодезичних робіт за 1932-2003 рр.

Матеріали передані з Державного картографо-геодезичного фонду України перебувають під охороною держави й не підлягають приватизації.
Діяльність відділу базується на відповідному профільному нормативному забезпеченні, а саме Законах України «Про топографо-геодезичну діяльність», «Про авторське право і суміжні права», «Про інформацію», відповідних Постанов КМ України та наказів спеціально уповноваженого центрального органу виконавчої влади з питань топографо-геодезичної та картографічної діяльності.
Підприємство виконує цифрування топографічних карт та планів різних масштабів для замовників. Інформація надається на платній основі згідно з наказом по підприємству.